# チュウハツ・インドネシア
P.T.チュウハツ・インドネシアは、日本の中央発條がインドネシアに保有する子会社。西ジャワ州ブカシ市に本社を置く。

## 概要
自動車部品としてばねやスタビライザーを生産する。トヨタ自動車系列の企業が主取引先である。

## 出資比率
中央発條85％、豊田通商10％、トヨタ・モーター・マニュファクチャリング・インドネシア5％。

## 社史
- 1990年4月:インドネシアのP.T.TRI SATRIA UTAMAに中央発條が資本参加
- 2000年12月:中央発條の子会社化
- 2001年7月:社名を現在の名に改める[1]。

## 工場
- 西ジャワ州カラワン、スルヤチプタ工業団地内[2]